# ERG (empresa)
ERG (Edoardo Raffinerie Garrone - ERG S.p.A.) es un grupo industrial italiano fundado en Génova y con sede operativa en dicha ciudad. La familia Garrone-Mondini controla la sociedad mediante el holding italiano San Quirico S.p.A. (el 56 %) y Polcevera S.A. (el 7 %). Cotiza en la Bolsa de Milán en el índice FTSE Italia Mid Cap. 

## Perfil del Grupo [anterior «Datos del Grupo»]
ERG es un operador líder a nivel europeo en el sector de las energías renovables. Tiene su sede en Italia, donde opera con éxito en el sector energético desde hace más de 80 años. En los últimos años, ERG ha realizado una transformación radical de su negocio, pasando de ser uno de los principales protagonistas del sector petrolero italiano a convertirse en un operador líder en el mercado de la producción de energía de fuentes renovables y sostenibles. 
ERG está presente en siete países. Tiene una capacidad eólica total instalada de 1,8 GW en Europa, en concreto en Francia, Alemania, Polonia, Rumanía, Bulgaria, Reino Unido e Italia, donde ERG es el principal operador del sector; además, se encuentra entre los diez primeros productores de energía eólica en tierra de Europa.  
Cotizada en la Bolsa de Milán, ERG trabaja también en la producción de energía hidroeléctrica (527 MW), fotovoltaica (140 MW) y de fuentes termoeléctricas con reducido impacto medioambiental (480 MW).
La transformación de ERG ha tenido un notable y positivo impacto medioambiental: la intensidad del C02 producido por sus actividades ha disminuido, en los últimos diez años, en un 88 %.

## Historia

#### 1938 - Orígenes
El 2 de junio de 1938 nace la empresa individual de D. Edoardo Garrone para «el comercio de productos derivados de la elaboración del petróleo y del alquitrán». La empresa, que se convierte en una refinería al principio de la posguerra, elige como marca un dado (porque «Dado» es el diminutivo afectuoso de Edoardo) en cuyas caras se reproduce un acrónimo de tres letras, las iniciales de Edoardo Raffinerie Garrone, es decir, ERG.
En 1947, comienza su producción la Refinería de Génova San Quirico. Inmediatamente después de la Segunda Guerra, en un país que se debe reconstruir totalmente, la gran necesidad de energía hace que el petróleo se convierta en la fuente de energía más adecuada para satisfacer las necesidades nacionales. Gracias a una coyuntura favorable y a la excelente localización geográfica de las instalaciones, la refinación se convierte, de este modo, en una actividad estratégica para ERG.
En 1956, se lleva a cabo el primer acuerdo internacional importante con British Petroleum que, posteriormente, durante algunos años, tendrá una participación minoritaria en el capital social de ERG. 
En 1971, ERG entra, junto con otros grupos privados, en el accionariado de ISAB (Industria Siciliana Asfalti e Bitumi), sociedad nacida para realizar una gran refinería en Sicilia que comenzará a producir en 1975 (ISAB de Priolo). En 1985, en previsión del cierre de la Refinería de San Quirico, en Génova, asume el control de ISAB con una participación creciente a lo largo de los años hasta llegar, en 1997, al 100 %.

#### 1984 - Crece la Red ERG
Tras haber desarrollado su actividad principalmente en el sector de la refinación, a través de la filial ERG Petroli, la empresa genovesa comienza a crecer a nivel nacional, también, en el sector de la distribución de carburantes.
En 1984, adquiere las 780 gasolineras de la empresa ELF italiana y, en 1986, las 1700 estaciones de servicio de Chevron Oil Italiana: crece, de este modo, la Red ERG, la cual es fácilmente reconocible en todas las carreteras de Italia, con su marca caracterizada por tres panteras rampantes.

#### 1997 - Cotización en bolsa
A través de la racionalización de la estructura societaria y un enfoque decidido consagrado a la rama de negocio principal, la energía, ERG prepara su desembarco en bolsa. El objetivo es crear las condiciones para conseguir la financiación más eficiente de la nueva fase de desarrollo. En octubre de 1997, se admite el título ERG para su cotización en el Sistema Telemático de las Bolsas de Valores Italianas.

#### Años 2000 - De empresa petrolera a empresa multienergética
En el 2000, ERG comienza a producir energía eléctrica a través de ISAB Energy (en joint venture con Edison Mission Energy), con una capacidad de 528 MW y una producción estimada de unos 4 mil millones de kilovatios hora al año.
El objetivo es realizar la primera planta italiana de aceites pesados para la producción de energía eléctrica: este innovador proyecto industrial se financia recurriendo a una Financiación de Proyecto, sin precedentes en Italia, de unos 1,9 billones de liras.
De empresa petrolera a empresa multienergética.
Pocos años después, en octubre de 2001, nace ERG Raffinerie Mediterranee, empresa a la que se le confía la gestión de uno de los centros de refinación más grandes y eficientes de Europa, realizado mediante la fusión y la integración de la Refinería ISAB de ERG con la antigua refinería AGIP, ambas en Priolo (Siracusa).
La integración de las dos refinerías se lleva a cabo con la realización de un sistema de oleoductos y otras intervenciones de adecuación y mejora de la eficiencia a nivel de producción y de la compatibilidad medioambiental para permitir a la nueva realidad un posicionamiento con un nivel competitivo muy elevado en el escenario internacional.
A finales del 2002, Alessandro Garrone es nombrado Administrador Delegado de ERG. En 2003, Riccardo Garrone, tras cuarenta años, deja la presidencia de ERG. Le sustituye Edoardo, su primogénito.
En 2004, nace la Fundación Edoardo Garrone, como evolución natural del compromiso de las familias Garrone y Mondini y del Grupo ERG en el campo social y cultural. El objetivo de la Fundación es dar una contribución concreta a la difusión, el disfrute y la comprensión de la cultura, del arte y de la ciencia además de cooperar de forma activa en proyectos éticos y solidarios.
En 2005, el título ERG entra a formar parte del índice Midex dentro del segmento Blue-Chips de la bolsa italiana. El paso del segmento Star al segmento Blue-Chips se produce tras un relevante incremento de la capitalización en bolsa del título.

#### 2006 - Entrada en el mundo de las renovables
ERG adquiere EnerTAD S.p.A, empresa cotizada en la Bolsa de Milán que realiza y gestiona instalaciones para la producción de energía eléctrica con viento.
Esta operación señala la entrada en el sector de las renovables dentro del ámbito de la estrategia multienergética iniciada. Enertad, posteriormente, cambia su denominación social por ERG Renew.

#### 2008 - Acuerdo con Lukoil y nacimiento de laNewCoISAB S.r.l.
2008 es el año del acuerdo con LUKOIL, uno de los acuerdos más importantes firmados a lo largo de la historia del grupo. Mediante la constitución de ISAB S.r.l. (51 % ERG - 49 % LUKOIL), se hace realidad una sólida colaboración en actividades de refinación y gestión de la Refinería ISAB de Priolo.

#### 2008-2018 - Transformación y consolidación: crecimiento del sector eólico y entrada en el hidroeléctrico y el solar
Entre 2008 y 2015, ERG lleva a cabo un profundo proceso de transformación que le lleva a la desinversión en el sector del petróleo para la posterior reinversión en renovables.
En siete años, entre el 2008 y el 2014, la empresa desinvierte activos por 3,3 miles de millones de euros y reinvierte 3,9 miles de millones de euros en activos renovables.
En estos años, desinvierte activos vinculados al petróleo: crea la joint venture TotalERG, sale de la refinación en la costa con la cesión de la refinería ISAB, vende la planta ISAB Energy y la red de carburantes ERG Oil Sicilia.
Al mismo tiempo, reinvierte en activos de producción de energía limpia: se expande en el sector eólico en Italia y en el extranjero a través de compras y construcción de nuevas plantas, pone en marcha la nueva central de cogeneración de alto rendimiento de gas natural y entra en el sector de la energía a partir de agua con la adquisición del Núcleo Hidroeléctrico de Terni.
En 2013, a través de ERG Renew, se convierte en el primer operador eólico de Italia, con 1087 MW de potencia instalada, y entre los diez primeros de Europa, con 1340 MW.
En ese mismo año, nace ERG Renew Operations & Maintenance para las actividades de puesta en marcha y mantenimiento de parques eólicos.
En febrero de 2016, desembarca en un nuevo mercado extranjero de la energía eólica, Reino Unido, comprando un proyecto para la realización de un parque eólico en Irlanda del Norte (45 MW) y formalizando la compra de once parques eólicos en Francia y seis en Alemania (206 MW). Alcanza los 1721 MW instalados en total en Europa.
En noviembre de 2017, firma el acuerdo de cesión, al Grupo api, de su participación en TotalErg; la operación marca una salida definitiva del negocio petrolero y permite reforzar aún más la estructura financiera en beneficio del desarrollo de las renovables.
Ese mismo año, ERG firma el acuerdo para la compra de 30 campos fotovoltaicos, para un total de 89 MW, situados en 8 regiones italianas, añadiendo así una pieza importante a su cartera tecnológica. 
El desarrollo en el sector de la energía solar continúa en 2018 con la constitución de ERG Q Solar1, con el objetivo de consolidar el mercado fotovoltaico italiano, y con la adquisición de 51,4 MW de parques fotovoltaicos en Montalto di Castro (Viterbo).

## Sostenibilidad
La creación de «valor compartido» para las partes interesadas representa uno de los principales elementos de la sostenibilidad del Grupo ERG.
Para alcanzar este objetivo, ERG sigue un modelo de desarrollo sostenible que reúne ética y transparencia en sus actividades industriales e iniciativas inspiradas en la protección del medio ambiente, la tutela de la salud y de la seguridad en el trabajo, con un enfoque en el que se consideran fundamentales el respeto de los propios empleados y una relación de confianza con todas las partes interesadas. Con este fin, ERG, desde 2006, publica su propio Informe de Sostenibilidad, integrado a partir de 2017 en sus Estados Financieros anuales como DNF (Declaración No Financiera).
En este ámbito, a todos los que operan con ERG se les solicita integridad moral, honestidad personal, corrección y transparencia en la gestión de las relaciones. Para ERG la sostenibilidad es el «motor» de un proceso general de mejora continua cuya finalidad es garantizar resultados a lo largo del tiempo y el fortalecimiento del rendimiento económico, de la reputación, de la salud y la seguridad de los trabajadores así como alcanzar los objetivos preestablecidos en el campo medioambiental y social. 
El respeto de las normas legales representa para ERG una condición fundamental para garantizar a lo largo del tiempo la sostenibilidad, pero no la única. Por este motivo, ERG se remite específicamente en su funcionamiento a los principios que contiene el Código Ético y los Modelos de Organización y Gestión con arreglo al Decreto Legislativo 231/01, a la Política Anticorrupción, a la Política en cuestión de Derechos Humanos y a las demás políticas internas en materia de Salud, Seguridad y Medio Ambiente.
En 2019, ERG se clasifica en el decimosexto puesto, siendo la primera empresa italiana presente en el Corporate Knights Global 100 Most Sustainable Corporation in the Word Index. 

## Datos económicos
|                                                            | 2017                          | 2016                           | 2015                         |
| ---------------------------------------------------------- | ----------------------------- | ------------------------------ | ---------------------------- |
| Ricavi adjusted                                            | 1.056 (milioni di euro)       | 1.025 (milioni di euro)        | 944 (milioni di euro)        |
| Margine operativo lordo a valori correnti adjusted         | 472 (milioni di euro)         | 455 (milioni di euro)          | 350 (milioni di euro)        |
| Utile netto a valori correnti                              | 142 (milioni di euro)         | 107 (milioni di euro)          | 96 (milioni di euro)         |
| Capitale investito netto                                   | 3.110 (milioni di euro)       | 3.286 (milioni di euro)        | 3.124 (milioni di euro)      |
| Indebitamento finanziario netto adjusted                   | 1.233 (milioni di euro)       | 1.557 (milioni di euro)        | 1.448 (milioni di euro)      |
| Investimenti adjusted                                      | 54(milioni di euro)           | 60 (milioni di euro)           | 106 (milioni di euro)        |
| Produzione di energia elettrica da impianti eolici         | 3.613 (milioni di kWh)        | 3.501 (milioni di kWh)         | 2.614 (milioni di kWh)       |
| Produzione di energia elettrica da impianti termoelettrici | 2.453 (milioni di kWh)        | 2.693 (milioni di kWh)         | 2.632 (milioni di kWh)       |
| Produzione di energia elettrica da impianti idroelettrici  | 1.144 (milioni di kWh)        | 1.358 (milioni di kWh)         | 84 (milioni di kWh)          |
| Co2 evitata                                                | 2.901 (milioni di tonnellate) | 2.993 (migliaia di tonnellate) | 959 (migliaia di tonnellate) |
| Dipendenti                                                 | 714                           | 715                            | 666                          |
| Capitalizzazione massima di Borsa                          | 2.315 (milioni di euro)       | 1.535 (milioni di euro)        | 1.874 (milioni di euro)      |

## Presidentes
- Edoardo Garrone (1938-1963)
- Riccardo Garrone (1963-2003)
- Edoardo Garrone (dal 2003)

- Datos: Q739503